# Marcin Mroszczak
Marcin Jan Mroszczak (ur. 10 stycznia 1950 w Katowicach) – jeden z założycieli i współwłaściciel grupy Corporate Profiles DDB, dyrektor kreatywny agencji reklamowej DDB Warszawa, członek zarządu kilku firm z grupy; grafik, designer, autor plakatów teatralnych i filmowych, w latach 2011–2015 doradca społeczny Prezydenta RP. Syn profesora Józefa Mroszczaka, grafika, jednego z twórców polskiej szkoły plakatu. Studiował w warszawskiej Akademii Sztuk Pięknych, dyplom obronił w pracowni plakatu profesora Henryka Tomaszewskiego.

## Teatr i plakat
Po ukończeniu studiów, pracował w prestiżowych biurach designerskich w Europie (Pentagram – Londyn, Studio Dumbar – Haga). Twórca plakatów, okładek płytowych i książkowych. Współpracował między innymi z Teatrem Narodowym pod dyrekcją Adama Hanuszkiewicza i Teatrem Powszechnym kierowanym przez Zygmunta Hübnera. Projektował plakaty do filmów Andrzeja Wajdy, między innymi „Człowiek z marmuru” i „Człowiek z żelaza”.
Dyrektor artystyczny dwutygodnika "Teatr" i miesięcznika "Le Theatre en Pologne". Twórca scenografii teatralnych (m.in. do spektaklu "Pan Cogito", Zbigniewa Herberta w reżyserii Zbigniewa Zapasiewicza, wystawionego w Teatrze Telewizji w 1981 roku).
Projektowane przez niego plakaty teatralne i filmowe zdobyły wiele międzynarodowych nagród, a cykl zrealizowanych wspólnie z Tomkiem Sikorą ilustracji do "Alicji w krainie czarów" reprezentował Polskę na Biennale Sztuki Nowoczesnej w Paryżu w 1981 roku.

## Reklama i Design
W 1984 roku uhonorowany przez wydawnictwo Macmillan Publishers, które umieściło go w gronie najwybitniejszych designerów i architektów XX wieku.
Od 1981 pracował w Belgii. Najpierw jako dyrektor artystyczny w agencji McCann Ericksson, później jako dyrektor kreatywny w założonej przez siebie agencji reklamowej Corporate Profiles.
Równolegle z reklamą zajmuje się designem (Twórca nowej makiety flamandzkiego dziennika "De Morgen" – 1982). Przez kilka sezonów projektuje plakaty dla Raamtheater w Antwerpii kierowanym przez Waltera Tiellemansa.
Od 1993 roku pracuje w Polsce. Twórca wielu znanych kampanii reklamowych, współautor 4 z 10 najlepszych kampanii dziesięciolecia (według rankingu zamieszczonego w książce "Pionierzy i tytani polskiej reklamy"), takich jak: IKEA ("Po 25 sierpnia wielu będzie siedzieć"), LOTTO ("Miliard w środę, miliard w sobotę"), Program Powszechnej Prywatyzacji oraz kampanii dla marki Tyskie.

## Wyróżnienia
Wykładał na Akademii Sztuk Pięknych w Poznaniu, Królewskiej Akademii Sztuk Pięknych w Gandawie oraz na Wydziale Radia i Telewizji Uniwersytetu Śląskiego.
Nagradzany na wielu konkursach reklamowych (Clio Poland, Dea, Kreatura, Creative Club of Belgium, Golden Drum, KTR, Effie).
Członek jury Międzynarodowego Festiwalu Reklamy w Cannes w 2001.
Przewodniczący jury Międzynarodowego Biennale Plakatu w 2006.
Od 27 czerwca 2011 roku społeczny doradca prezydenta Rzeczypospolitej Polskiej. Pełnił tę funkcję do 5 sierpnia 2015.